# Centre Henry-Leonard
Das Centre Henry-Leonard ist eine Mehrzweckhalle in der kanadischen Stadt Baie-Comeau, Provinz Québec.

## Geschichte
Das Centre Henry-Leonard wurde 1970 eröffnet und bietet bei Eishockeyspielen 2.779 Zuschauern Sitzplätze. Maximal finden 3.042 Zuschauer Platz. Das Junioren-Eishockeyteam der Drakkar de Baie-Comeau trägt dort seine Heimspiele in der QMJHL aus.